# Kapla

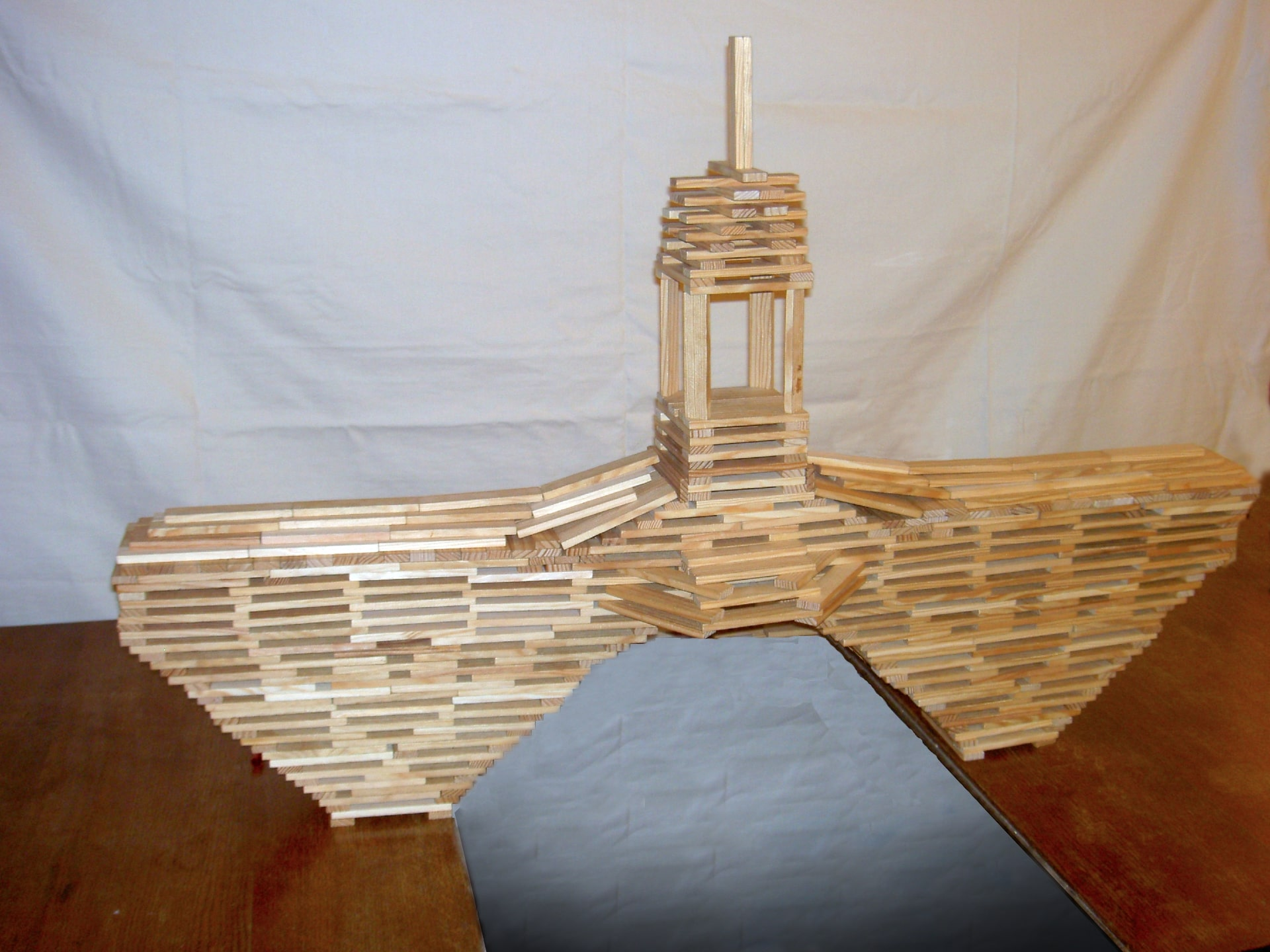
Ein Brücken-Bauwerk aus KAPLA

Kapla (Eigenschreibweise KAPLA) ist ein Bau- und Konstruktionsspiel aus Pinienholzplättchen. Die Holzplättchen werden aufeinandergelegt, um eine Vielzahl an Bauideen umzusetzen. Dieses Spiel kommt ohne Verbindungs- oder Befestigungselemente aus.

## Geschichte
Der Name stammt vom niederländischen Begriff für „Wichtelhölzchen“, KAbouter PLAnkjes. Kapla wurde im Jahr 1987 beim Bau eines Schlosses aus Stein im südfranzösischen Département Aveyron entwickelt. Als der damals 25-jährige Bauherr Tom van der Bruggen mit herkömmlichen Holzklötzchen ein Modell des Bauwerks erstellen wollte, erwies sich die Würfelform als ungeeignet, sodass er sie durch Holzplättchen ersetzte – und so Kapla erfand.

## Maße, Eigenschaften und Berechnungen
Alle Holzplättchen sind Quader und haben einheitliche Abmessungen: Sie sind 117 mm lang, 23,4 mm breit und 7,8 mm hoch. Die Seiten sind auf einen Zehntelmillimeter genau geschnitten. Die Seitenverhältnisse lassen sich als fortlaufende Proportionen formulieren: Länge, Breite und Höhe verhalten sich wie 15 zu 3 zu 1. Das heißt, dass drei flach aufeinander gelegte Kapla-Plättchen genauso hoch sind wie ein Plättchen breit ist; fünf flach oder fünfzehn hochkant nebeneinander gelegte Plättchen sind so breit wie die Länge eines Plättchens.

## Der Aufbau
Dieses Spiel benötigt kein Aufbausystem. Es genügt, die Holzplättchen aufeinanderzulegen, damit beliebige Bauten und selbst hochkomplexe Konstruktionen entstehen. Kapla lassen sich auf drei Arten aufeinandersetzen:
- flach liegend,
- auf der Seitenfläche,
- hochkant.

Bestimmte Konstruktionen (mit flach liegenden Kapla) können jedoch als Baueinheit aufgefasst werden:
- Vorgehensweise wie beim Bau mit Ziegeln,
- spiralförmig und wie eine Wendeltreppe angeordnet.

Da die Holzklötzchen nur aufeinander gelegt und nicht fix miteinander verbunden werden, sind statt echter Gewölbe nur Kraggewölbe, statt echter Bögen nur Kragbögen möglich.

## Produkte
Kapla-Plättchen werden in Kästen mit 40, 100, 200, 280 und 1.000 Plättchen angeboten. Es gibt sie naturfarben (unbehandeltes Holz), in rot, orange, gelb, grün, hellblau, dunkelblau, in schwarz, grau und weiß, sowie seit 2012 in violett und rosa.
Es gibt vier Kunstbücher von Kapla, die spielerisch fördern und sich als Inspirationsquelle für jeden Erbauer verstehen.

## Rekorde
Das höchste Kapla-Bauwerk wurde am 28. Juni 2021 von einer Gruppe von vier etwa 15-jährigen Pfadfindern der Gruppe Saint-Jean Grenoble in Griffweite der mit 25 m Höhe höchsten Indoor-Kletterwand Frankreichs in Mulhouse errichtet. Der sich nach oben schrittweise verjüngende Turm erreichte 18,76 m – von geplant 21 m Höhe und schlug damit den 18,40-m-Rekord aus 2016. Es wurden 11.200 Plättchen mit in Summe etwa 120 kg Masse verbaut, die Bauzeit betrug vier Tage, nachdem die Jugendlichen monatelang die Bauweise studiert hatten.
Gut fünf Jahre hielt der am 14. Mai 2016 in Lyon aufgestellte Höhenrekord von 18,40 m mit einem Bau in Anlehnung an das höchste Hochhaus der Welt, den Burj Khalifa in Dubai. Der Turm hatte einen symmetrisch dreiflügeligen Querschnitt wie ein Sternhochhaus und wurde ebenfalls von einem Viererteam an einer Kletterwand errichtet. Die verwendeten 10.000 Steine sollten eine Masse von 130 kg haben.
Auch Modelle ganzer Städte wurden schon gebaut. Die amerikanische Stadt Las Vegas wurde von einem Holländer aus 21.504 Kapla-Plättchen nachgestellt.